# Derek Benfield
Derek Benfield, född 11 mars 1926 i Bradford, död 10 mars 2009, var en brittisk dramatiker och skådespelare.
I Sverige är Benfield mest känd som författare till en rad farser, exempelvis Anyone for Breakfast? som gjort stor succé under titeln Alla var där i översättning av Calle Norlén (Folkan 1997) och som Tresteg i snedsteg i översättning och regi av Adde Malmberg (Krusenstiernska teatern 2015). På Helsingborgs stadsteater gjorde man 1998 En fru för mycket (Up and running) i översättning av Åke Cato och I lögn och ro (Bedside manners) i översättning av Andreas T Olsson har spelats av en rad mindre teatersällskap.
Benfields förlag i Skandinavien är Nordiska Teaterförlaget i Köpenhamn.